# Oldendorf (Melle)
Oldendorf ist ein nordwestlicher Stadtteil von Melle in Niedersachsen am Südhang des Wiehengebirges zwischen den großen Städten Osnabrück und Bielefeld. Der Stadtteil ist in fünf Ortsteile gegliedert, darunter auch das Kirchdorf Oldendorf.

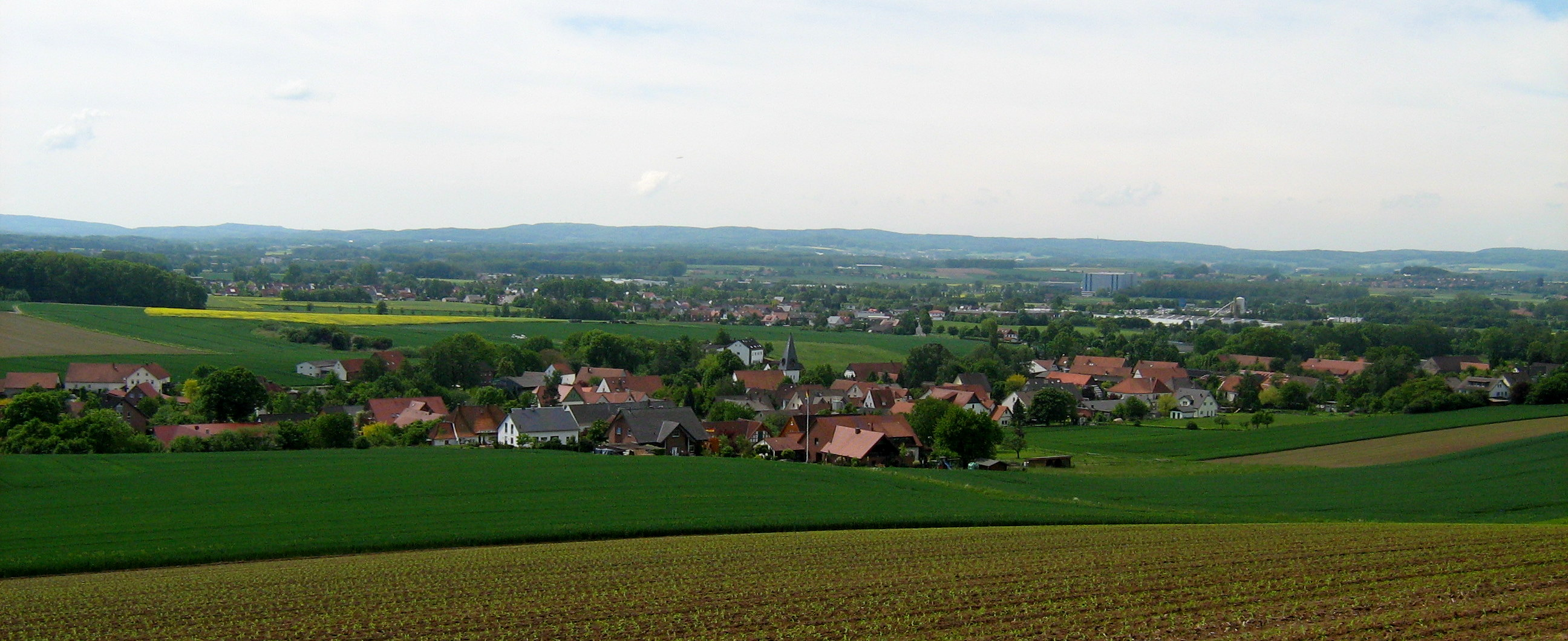
Panorama Oldendorf von Norden

## Geographie

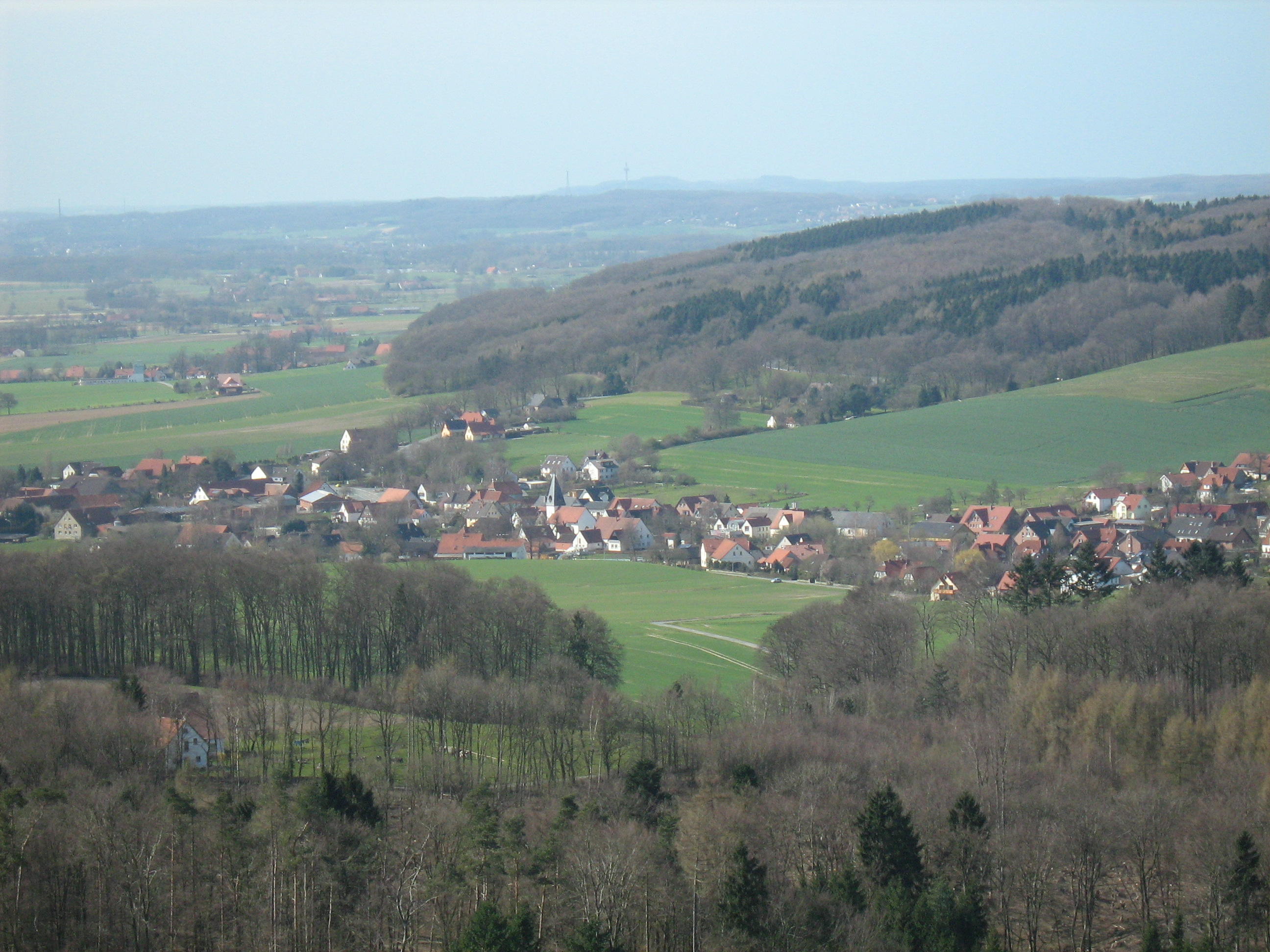
Panorama Oldendorf von Süd-Osten

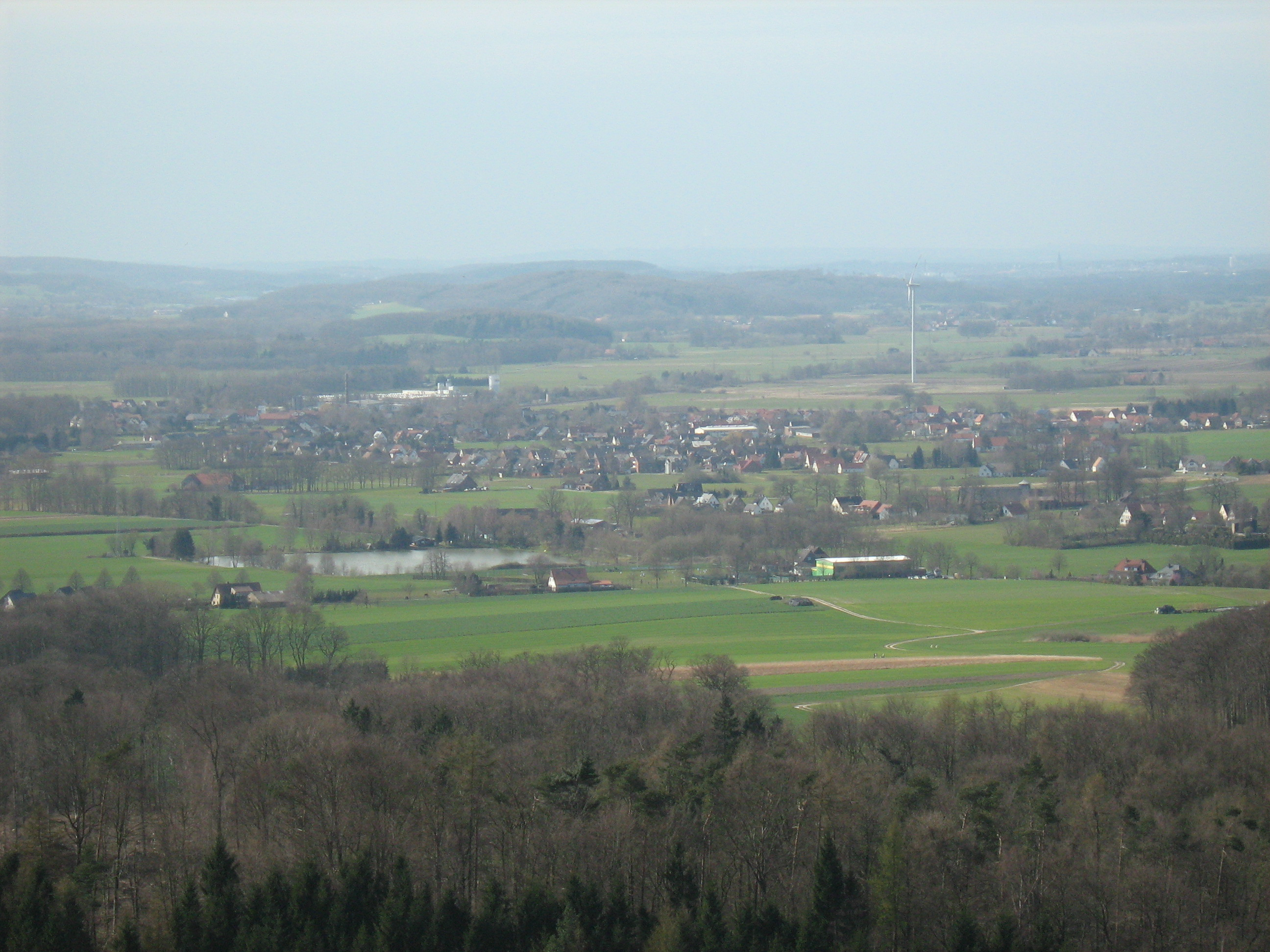
Panorama vom Ortsteil Westerhausen-Föckinghausen

### Ortsteile
Zum Meller Stadtteil Oldendorf gehören die von Ost nach West gesehen am Südfuße des Wiehengebirges liegenden Ortsteile Oldendorf, Föckinghausen, Westerhausen, sowie der sich nördlich von Oldendorf befindende Ortsteil Oberholsten und der Ortsteil Niederholsten nördlich von Westerhausen.

### Lage
Das Gebiet im Stadtteil Oldendorf ist im Norden hügelig und zum großen Teil bewaldet. Dort befindet sich der Bergrücken des Wiehengebirges mit dem Hesterbrink (Moselerberg; 232,5 m) bei Oberholsten, der höchsten Erhebung der Stadt Melle, wo sich auch das Quellgebiet der Hunte befindet, dem längsten linken Nebenfluss der Weser. Aus den unterhalb der Bauerschaft Niederholsten gelegenen fünf großen Brunnen wird über 70 % des Trinkwassers der gesamten Stadt Melle gewonnen. Das gesamte Gebiet ist Landschaftsschutzgebiet, 1.490 ha sind zudem Wasserschutzgebiet und ein Teil des Natur- und Geoparks TERRA.vita. Richtung Osten ragt der 220 m hohe Dietrichsberg mit dem Wildpark und der Diedrichsburg hervor, die auch Wahrzeichen von Oldendorf ist. Zum Süden hin wird das Gebiet zunächst von der welligen, landwirtschaftlich genutzten Landschaft in den Bauerschaften Ober- und Niederholsten und dem Ortskern Oldendorf geprägt, bis es schließlich immer flacher werdend die Niederungen der Hase und Else erreicht. Dort befinden sich die Ortsteile Westerhausen und Föckinghausen.

## Geschichte
Oldendorf (Aldendorphe/Altes Dorf) war im 8. Jahrhundert eines der 25 kleinen Urdörfer im Grönegau (Graingau). Die Urdörfer bestanden aus fünf bis acht Höfen. Insgesamt waren es ca. 150 Bauernhöfe mit ca. 1200 Menschen. Bei Ausgrabungen haben Funde bestätigt, dass Oldendorf zu dem am längsten besiedelten Gebiet der Stadt Melle gehört. Spuren lassen erkennen, dass Oldendorf vor ca. 10.000 v. Chr. von Menschen aufgesucht wurde und Strukturen von Siedlungen können bis etwa 4000 v. Chr. nachgewiesen werden. Grund für diese Standortwahl war unter anderem, dass am Westerhausener Berg eine wasserführende Quelle entsprang. Eine frühe germanisch Besiedlung hat um 700 v. Chr. am Südwesthang des Wiehengebirges bei Westerhausen in der oberen Bauerschaft stattgefunden. In der Karolingerzeit wurde der Meyerhof zu Westerhausen angelegt am Rande der älteren Bauerschaft. Dem Meyer zu Westerhausen oblag als Unterholzgraf auch das Holzgericht der Oldendorfer Mark. Ober- und Niederholsten, sowie Föckinghausen wurden urkundlich erst 1240 genannt.
Oldendorf war bis zu den Napoleonischen Kriegen Sitz einer Vogtei im Amt Grönenberg des Hochstifts Osnabrück. Von 1807 bis 1810 gehörte Oldendorf zum   Kanton Buer im napoleonischen Satellitenstaat Königreich Westphalen. Von 1811 bis 1813 gehörte der Ort unmittelbar zu Frankreich und war Sitz der Mairie (Bürgermeisterei) Oldendorf im Arrondissement Osnabrück des Departements der Oberen Ems.
1814 kam Oldendorf zum Königreich Hannover und gehörte dort wieder zum Amt Grönenberg. 1867 fiel Oldendorf mit dem gesamten Königreich Hannover an Preußen und seit 1885 gehörte die Gemeinde zum Landkreis Melle. Im Landkreis Melle war Oldendorf Sitz der Samtgemeinde Oldendorf, die mit den fünf Mitgliedsgemeinden Föckinghausen, Niederholsten, Oberholsten, Oldendorf und Westerhausen den gleichen Umfang wie die historische Vogtei und der heutige Stadtteil hatte.
Drei Ortschaften von Oldendorf liegen an einer alten Heerstraße, sowie einem alten Handelsweg. Dieser wurde 1820–1825 von Osnabrück bis Oldendorf verlegt und als Straße ausgebaut. An dieser Straße siedelten sich Neubauern und einige Handwerker an. Durch den Bau der Eisenbahnstrecke von Löhne nach Osnabrück im Jahr 1855, begann ab 1879, durch die Errichtung einer Haltestelle in Westerhausen, die Wandlung von einer Bauerschaft zum Industriestandort. Ab 1903 sorgte die zuvor in Melle abgebrannte und in Westerhausen am Bahnhof wieder angesiedelte Heroldsche Treibriemenfabrik für einen kräftigen Aufschwung, der durch den käuflichen Erwerb des Fabrikgebäudes und -geländes 1942 durch die Westland-Gummiwerke fortgesetzt werden konnte. In Oldendorf-Westerhausen gab es erst ab 1921 elektrisches Licht. Zu der damaligen Zeit hatten die Häuser ein Plumpsklo und eine Schwengelpumpe. Die Kreis- und Gemeindestraßen waren geschottert bzw. unbefestigt. Die Einwohnerzahl hatte sich ab 1903 in Westerhausen und Föckinghausen bis 1950, durch die Eisenbahn, in der Industrie und dem Handwerk mehr als verdoppelt. Der 1976 fertiggestellte Streckenabschnitt der nur drei km entfernten Bundesautobahn 30 (Abfahrt Nr. 22) bewirkte in der Folgezeit einen wirtschaftlichen Aufschwung in den Ortsteilen Westerhausen und Föckinghausen.
Im Rahmen der Gebietsreform in Niedersachsen wurde die Samtgemeinde Oldendorf am 1. Juli 1972 aufgelöst. Ihre fünf Mitgliedsgemeinden wurden in die Stadt Melle eingemeindet und bilden seitdem den Meller Stadtteil Oldendorf.

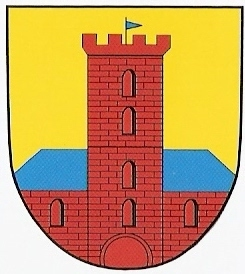
Das Wappen von Oldendorf

### Wappen
Das Wappen des Stadtteils Oldendorf zeigt auf gelbem Grund die rote Diedrichsburg mit blauem Dach. Das zuvor verwendete Welfenrosswappen musste 1952 an das Niedersächsische Innenministerium abgegeben werden.

### Einwohnerentwicklung
Die folgende Übersicht zeigt die Einwohnerentwicklung der früheren Samtgemeinde Oldendorf und des jetzigen Stadtteils Oldendorf.
| Jahr | Einwohner |
| ---- | --------- |
| 1821 | 1.716     |
| 1900 | 1.874     |
| 1905 | 1.964     |
| 1910 | 2.043     |
| 1939 | 2.018     |
| 1946 | 2.948     |
| 1950 | 3.072     |

| Jahr | Einwohner |
| ---- | --------- |
| 1955 | 2.946     |
| 1969 | 3.393     |
| 1991 | 3.999     |
| 1992 | 4.060     |
| 1993 | 4.109     |
| 1994 | 4.147     |
| 1995 | 4.234     |

| Jahr | Einwohner |
| ---- | --------- |
| 1996 | 4.367     |
| 1997 | 4.472     |
| 1998 | 4.613     |
| 1999 | 4.622     |
| 2000 | 4.638     |
| 2001 | 4.676     |
| 2002 | 4.687     |

| Jahr | Einwohner |
| ---- | --------- |
| 2003 | 4.719     |
| 2010 | 4.779     |

Wohnbevölkerung der Gemeinde Oldendorf mit Gebietsstand vom 27. Mai 1970:
| Datum              | Einwohner |
| ------------------ | --------- |
| 1871               | 532       |
| 1910               | 577       |
| 17. Mai 1939       | 671       |
| 13. September 1950 | 979       |
| 6. Juni 1961       | 819       |
| 27. Mai 1970       | 948       |

## Politik
Ortsbürgermeisterin ist Karin Kattner-Tschorn (SPD).
Die folgende Tabelle zeigt die Kommunalwahlergebnisse seit 2006.
| 2006–2011                | 24,8 | 4 | 63,8 | 10 | 7,7  | 1 | 3,8 | 0 | -   | - | - | - | - | - | 100 | 15 | 52,9 |
| 2011–2016                | 20,8 | 3 | 61,1 | 9  | 14,5 | 2 | 3,6 | 1 | -   | - | - | - | - | - | 100 | 15 | 53,0 |
| 2016–2021                | 31,2 | 5 | 40,1 | 6  | 15,2 | 2 | 5,9 | 1 | 7,0 | 1 | - | - | - | - | 100 | 15 | 57,0 |
| 2021–2026                | 27,7 | 4 | 37,0 | 6  | 18,4 | 3 | 8,5 | 1 | 8,4 | 1 | - | - | - | - | 100 | 15 | 64,0 |
| Prozentanteile gerundet. |      |   |      |    |      |   |     |   |     |   |   |   |   |   |     |    |      |

## Wirtschaft und Infrastruktur

### Wirtschaft

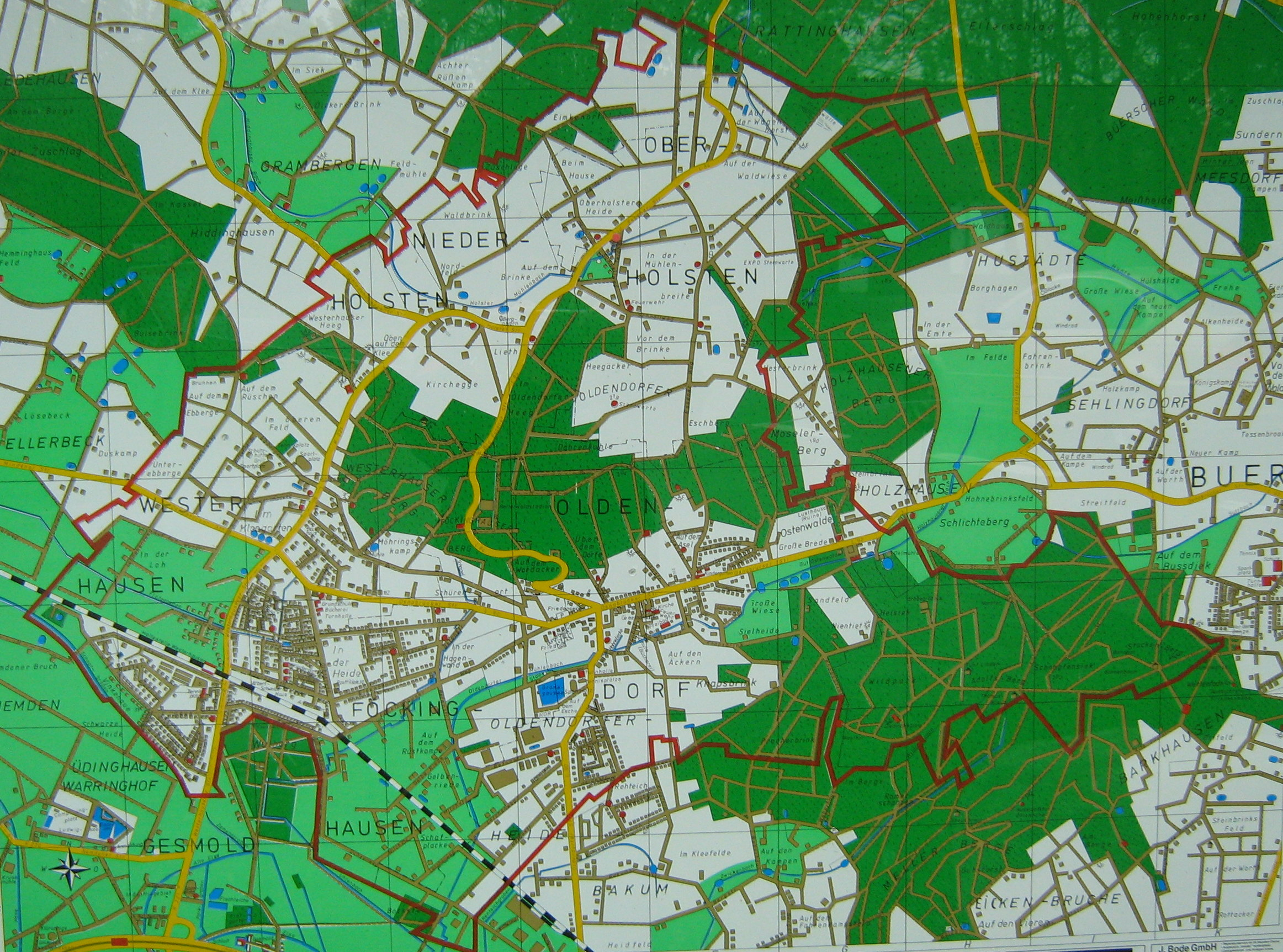
Plan von Oldendorf

Es gibt einige größere Industriebetriebe wie den Büromöbelhersteller Assmann und die Westland Gummiwerke. Das Umschlagslager der Logwin AG und das Großlager des Händlers Thomas Philipps sind ebenfalls in Oldendorf ansässig. Die größte deutsche Besamungsstation, der Osnabrücker Herdbuch befindet sich auch dort. Hauptsächlich wird der Stadtteil vom mittelständischen Gewerbe, der bäuerlichen Landwirtschaft und anderen Versorgungsmöglichkeiten eines Stadtteils geprägt.

### Verkehr
Die Bahnstrecke Löhne–Rheine verläuft durch den Ortsteil Westerhausen, wo auch eine Haltestelle der Wiehengebirgsbahn vorhanden ist, die dort stündlich verkehrt. Der Stadtteil Oldendorf ist durch den Stadtbus Melle in den städtischen Regionalbusverkehr integriert. Die Abfahrt Nr. 22 der Autobahn A 30 bzw. die Europastraße 30 ist 3 km von Westerhausen entfernt.

### Bildung
Oldendorf besitzt zwei Grundschulstandorte. Dies sind die Grundschule Oldendorf und die Grundschule Westerhausen. Kindergärten befinden sich in den Ortsteilen Oldendorf und Westerhausen. Sport-, Fußball- und Tennisplätze, sowie Sporthallen sind ebenfalls in den beiden Ortschaften vorhanden.

## Kultur und Sehenswürdigkeiten

### Religion
Die Bevölkerung des Stadtteils Oldendorf ist zu 63 % evangelisch-lutherisch und zu 19 % römisch-katholisch. Die übrigen Einwohner gehören anderen oder keiner Religionsgemeinschaft an.

### Sehenswürdigkeiten
Die einschiffige evangelisch-lutherische Marienkirche wurde Anfang des 12. Jahrhunderts mit dem Kirchturm aus Stein vollendet. Sehenswert ist der dreiflügelige Schnitzaltar mit seinen Darstellungen der Passion Christi. Eine kleine, von Mönchen aus dem Kloster Corvey erbaute Holz-Kirche (Klause), die dem heiligen Dionysius geweiht war, gab es an dieser Stelle bereits im 9. Jahrhundert. Seit dem Jahr 1255 hat Oldendorf ein selbständiges Kirchspiel. Das Gut Ostenwalde, das seit 1343 im Besitz der Familie von Vincke ist, weist ein dreiflügeliges Herrenhaus auf und liegt östlich von Oldendorf an einer alten Heerstraße. Unweit davon befindet sich eine restaurierte, funktionstüchtige Ölmühle von 1681. Im Ort Westerhausen kann ein restaurierter Kalkofen aus dem Jahr 1912 als Industriedenkmal besichtigt werden.
In der Landschaft am Südhang des Wiehengebirges sind ca. 71 km Wanderwege gekennzeichnet, die von fünf Wanderparkplätzen aus an 91 Ruhebänken, Wetter- und Grillhütten vorbeiführen und auch über das Gelände des Wildgeheges auf dem Diedrichsberg weisen. In den Ortschaften Oldendorf und Westerhausen gibt es Turnhallen, sowie ein Tennis- und ein Fußballstadion. Das Freibad in Oldendorf und der Grönegausee als größte Meller Binnengewässer mit 30.000 m² sind weitere Naherholungsstätten.
In Richtung Niederholsten am Oldendorfer Berg befindet sich das Reiterwaldstadion als Örtlichkeit für Großveranstaltungen. In Oberholsten haben sich wegen der nebel- und kunstlichtarmen Gegend zwei Sternwarten angesiedelt, die auch an der Expo 2000 beteiligt waren. sie weisen das größte Newton-Teleskop auf, das für die öffentliche Beobachtung genutzt wird. An den Sternwarten endet der Planetenweg, ein in Melle beginnender astronomischer Lehrpfad, der unser Sonnensystem maßstabsgetreu nachbildet.

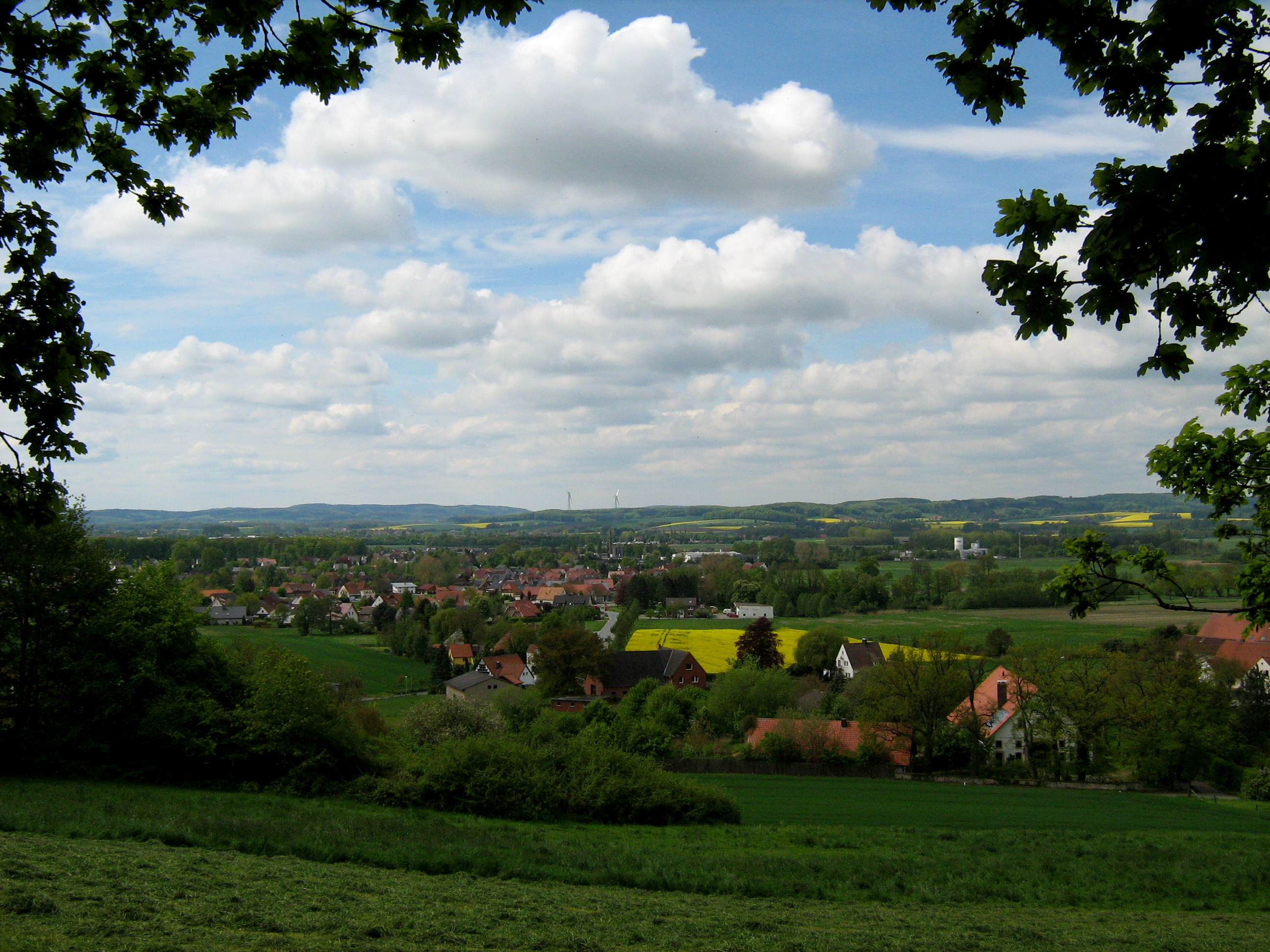
Blick auf Westerhausen
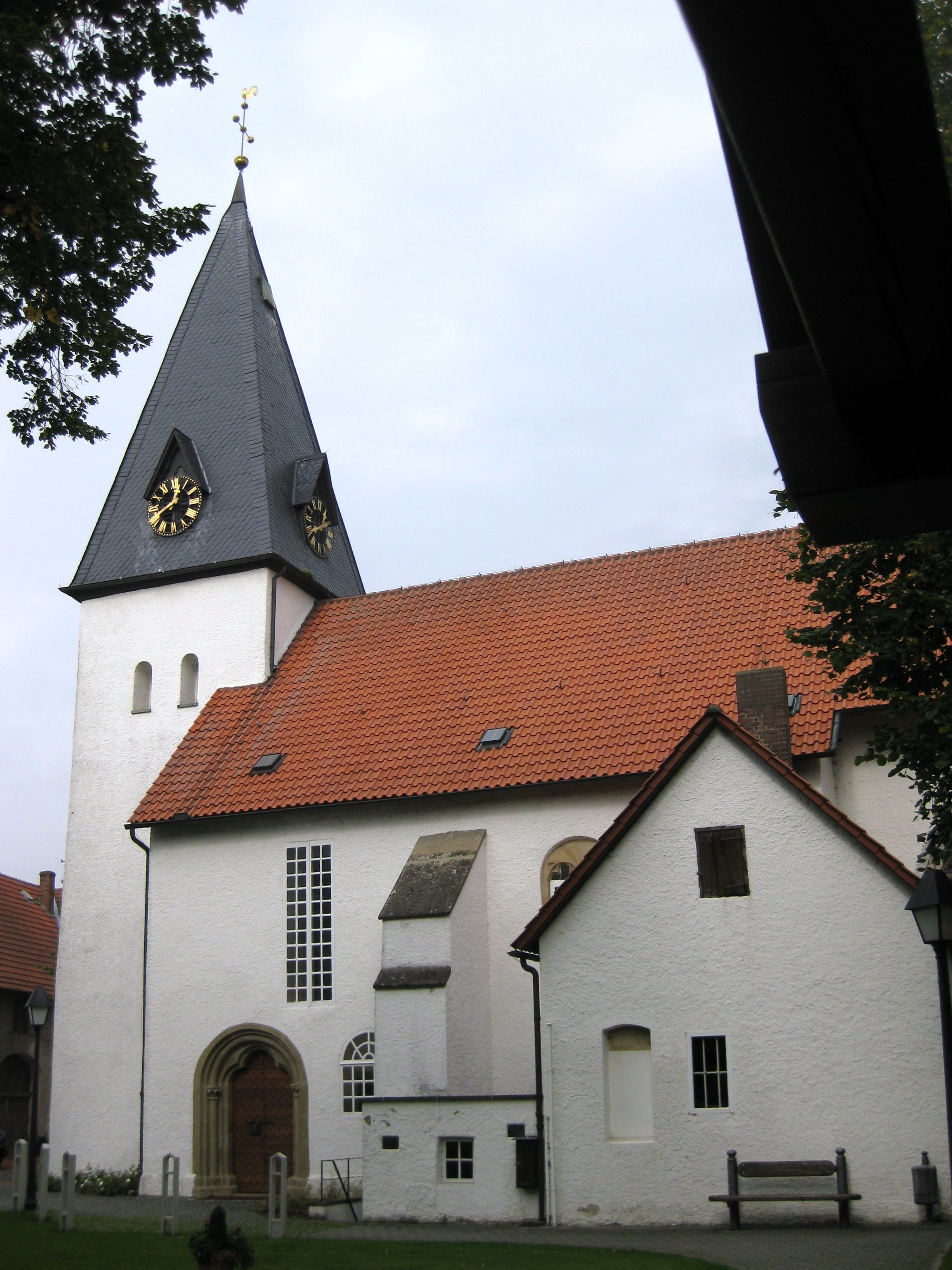
Marienkirche
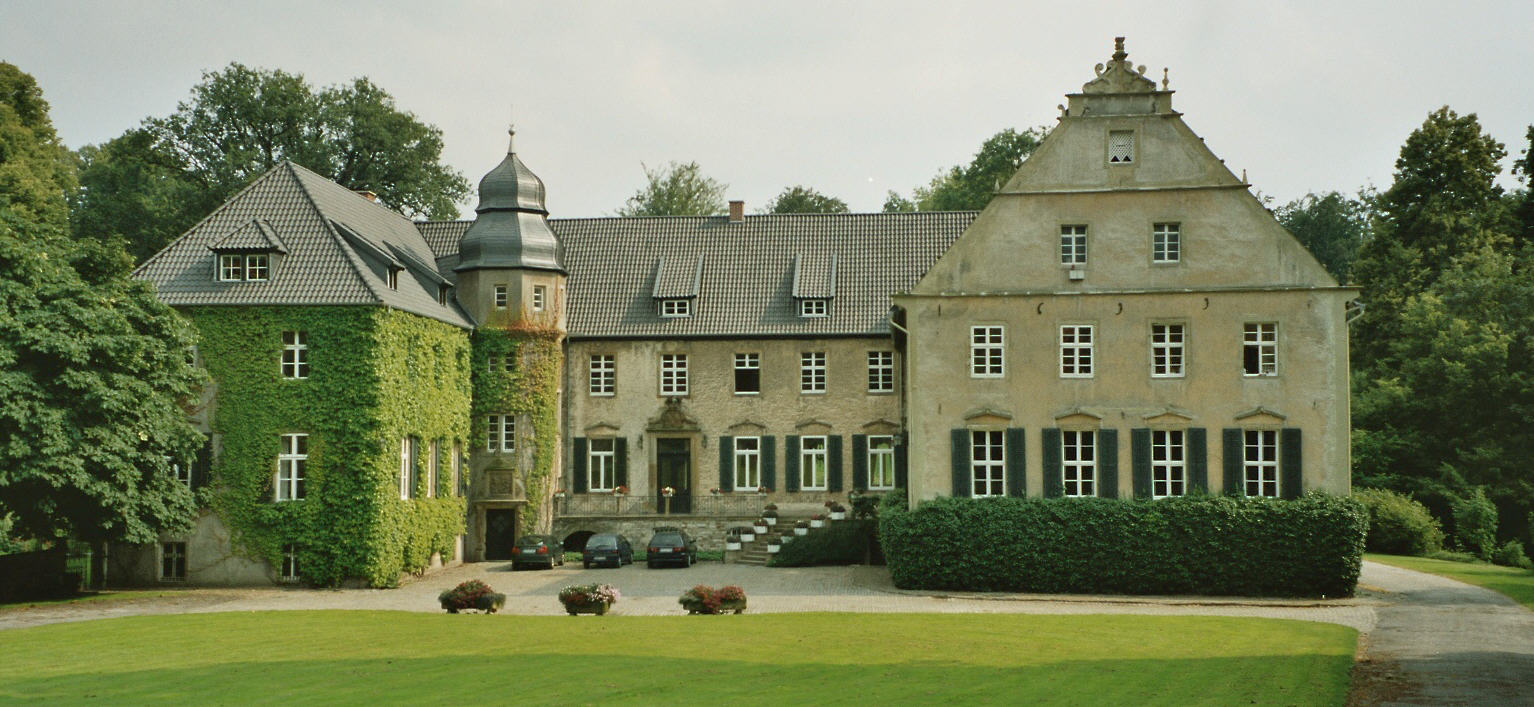
Gut Ostenwalde
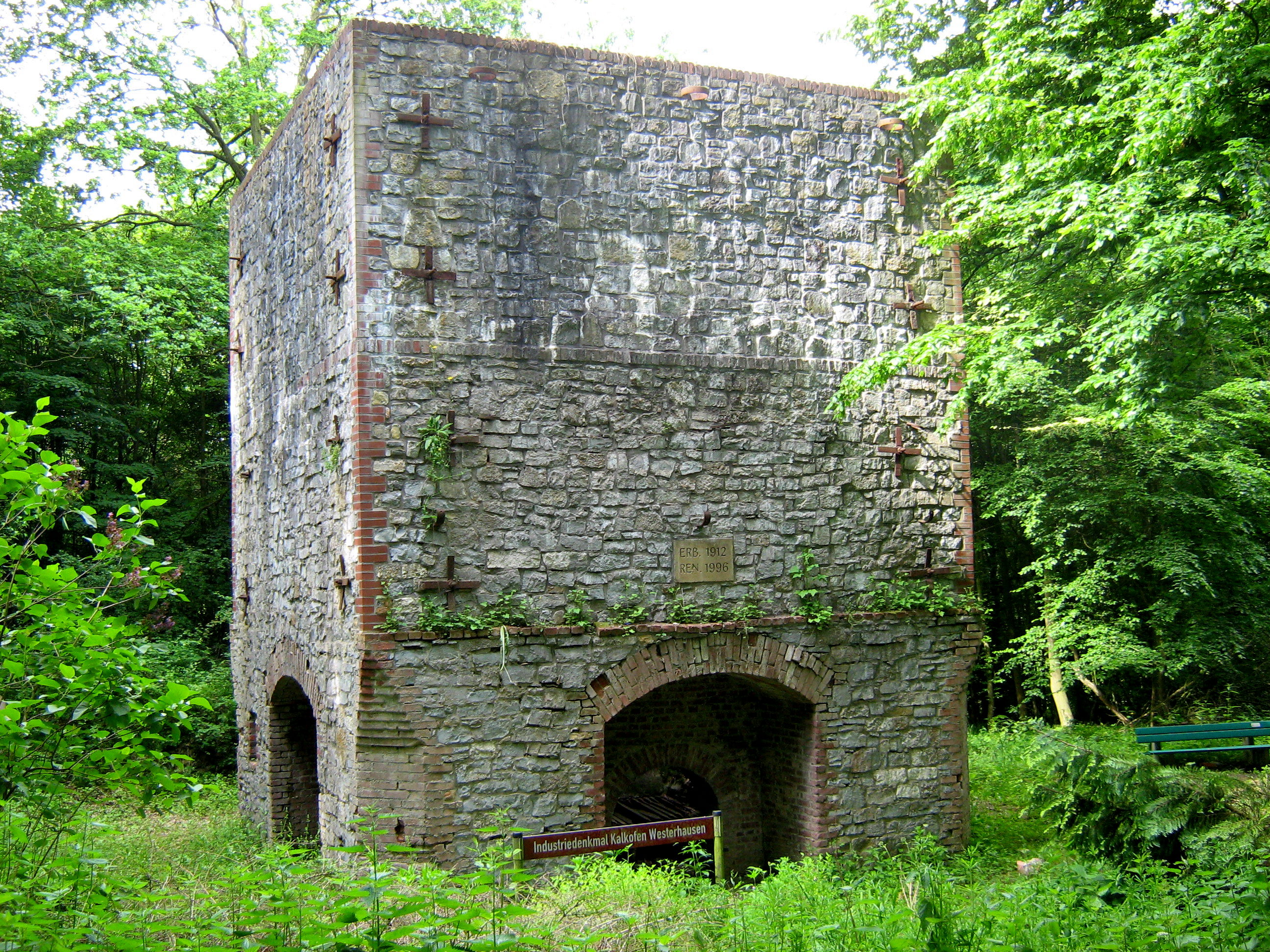
Kalkofen Westerhausen
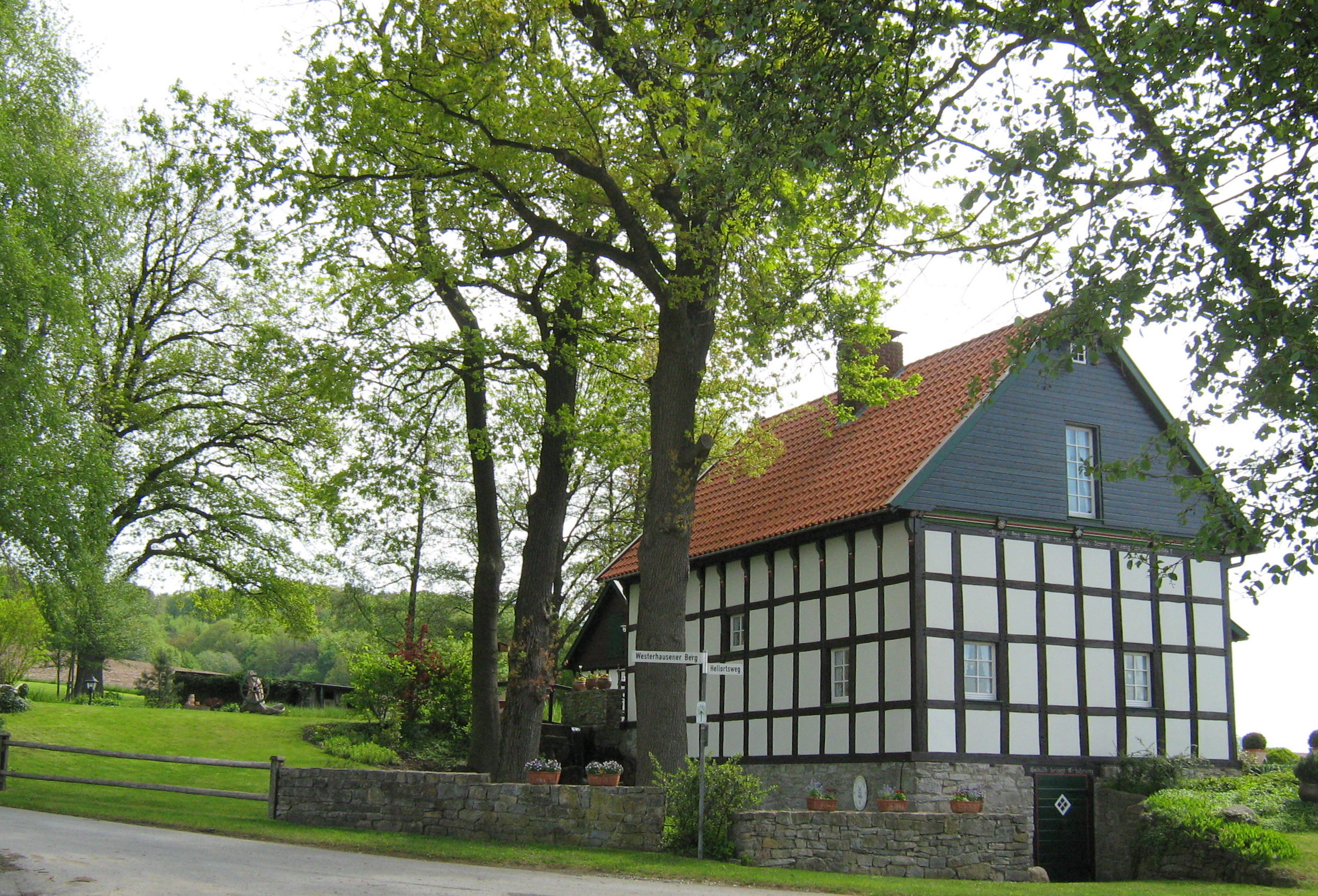
Ehemalige Wassermühle
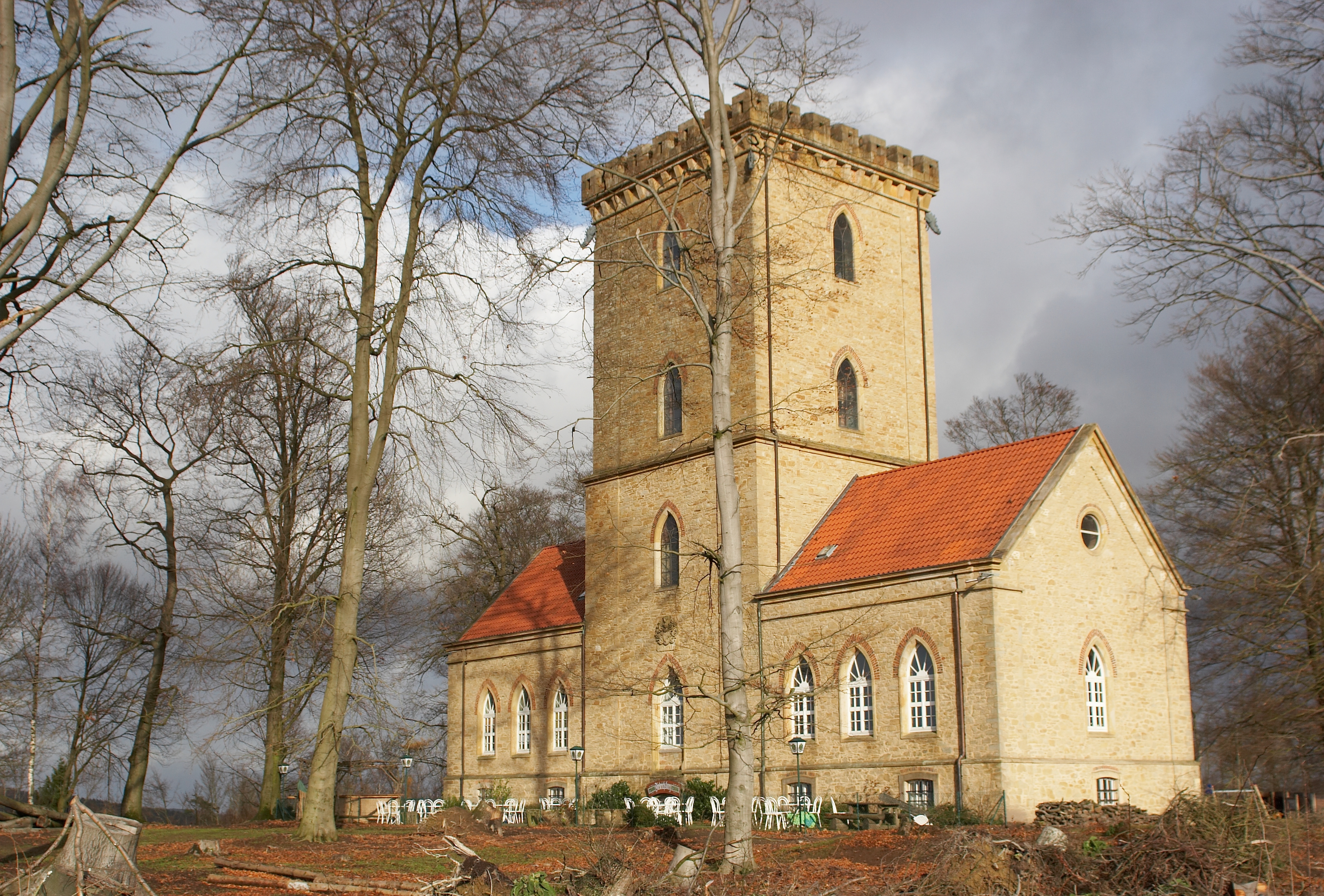
Diedrichsburg

### Veranstaltungen
Ein Mittelaltermarkt findet jährlich auf dem Gelände der Diedrichsburg statt.